# Yohann Gène
Yohann Gène (Pointe-à-Pitre, Guadalupe, 25 de junho de 1981) é um ciclista francês que foi profissional entre 2005 e 2019, pertencendo à equipa Total Direct Énergie durante toda a sua carreira.
Em 2011 converteu-se no primeiro ciclista negro em participar no Tour de France.
Em junho de 2019 anunciou a sua retirada como ciclista profissional ao termo da temporada.

## Palmarés
2009
- 1 etapa do Tour de Langkawi

2010
- 1 etapa da Tropicale Amissa Bongo

2011
- 2 etapas da Tropicale Amissa Bongo
- 1 etapa do Tour da África do Sul

2012
- 2 etapas da Tropicale Amissa Bongo

2013
- Tropicale Amissa Bongo, mais 1 etapa
- 1 etapa da Ruta del Sur

2014
- 1 etapa dos Boucles de la Mayenne

2017
- Tropicale Amissa Bongo, mais 1 etapa

## Resultados em Grandes Voltas
Durante a sua carreira desportiva tem conseguido os seguintes postos nas Grandes Voltas:
| Carreira        | 2005 | 2006 | 2007 | 2008 | 2009 | 2010 | 2011 | 2012 | 2013 | 2014 | 2015 | 2016 | 2017 | 2018 | 2019 |
| --------------- | ---- | ---- | ---- | ---- | ---- | ---- | ---- | ---- | ---- | ---- | ---- | ---- | ---- | ---- | ---- |
| Giro d'Italia   | -    | 149º | Ab.  | -    | Ab.  | -    | -    | -    | -    | -    | -    | -    | -    | -    | -    |
| Tour de France  | -    | -    | -    | -    | -    | -    | 156º | 139º | 158º | 128º | 137º | 158º | 134º | -    | -    |
| Volta a Espanha | 127º | -    | -    | -    | -    | -    | -    | -    | -    | -    | -    | -    | -    | -    | -    |

-: não participa

Ab.: abandono